# マット・マグロイン
マット・マグロイン（Matt McGloin 1989年12月2日- ）は、ペンシルベニア州スクラントン出身の元アメリカンフットボール選手。現役時代のポジションはクォーターバック (QB) 。

## 経歴

### プロ入り前
ペンシルベニア州立大学でプレーした。4年次にはパス3,266ヤードを獲得、24TDをあげた。
NFLドラフトコンバインには招待されず、2013年のNFLドラフトでも指名されなかった。
2013年にドラフト外でオークランド・レイダースに入団した。

### オークランド・レイダース
プレシーズンゲーム第1週のダラス・カウボーイズ戦ではブライス・バトラーに30ヤードのTDパスを決めた。8月31日の最終ロースターカットにも残った。
10月7日、マット・フリンがレイダースから解雇されたため、第2QBとなった。
第11週のヒューストン・テキサンズ戦でテレル・プライアーに代わって先発出場し、パス18回197ヤード、3TDパス、インターセプト0の活躍で勝利、この週の最優秀新人に選ばれるとともに、チームのロードでの連敗を8で止めた。第12週のダラス・カウボーイズ戦でも先発を務め、21-28と7点差の状況で、アンドレ・ホームズへの35ヤードのパスなどで敵陣20ヤードまでボールを進めたが、ジャコビー・フォードへのパスをブランドン・カーにインターセプトされ、24-31で敗れた。

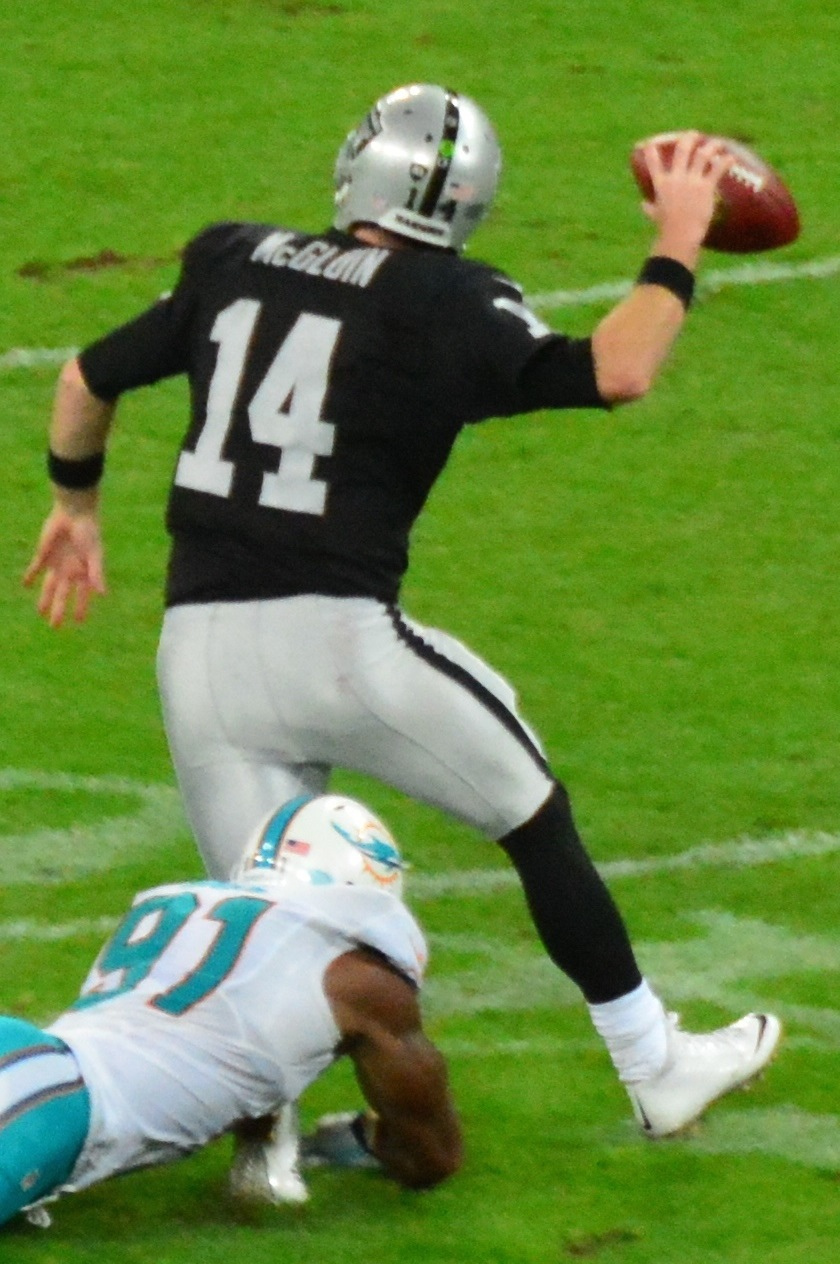
2014年シーズンのマグロイン

2014年、開幕を新人のデレック・カー、マット・ショーブに次ぐ第3QBとして迎えた。

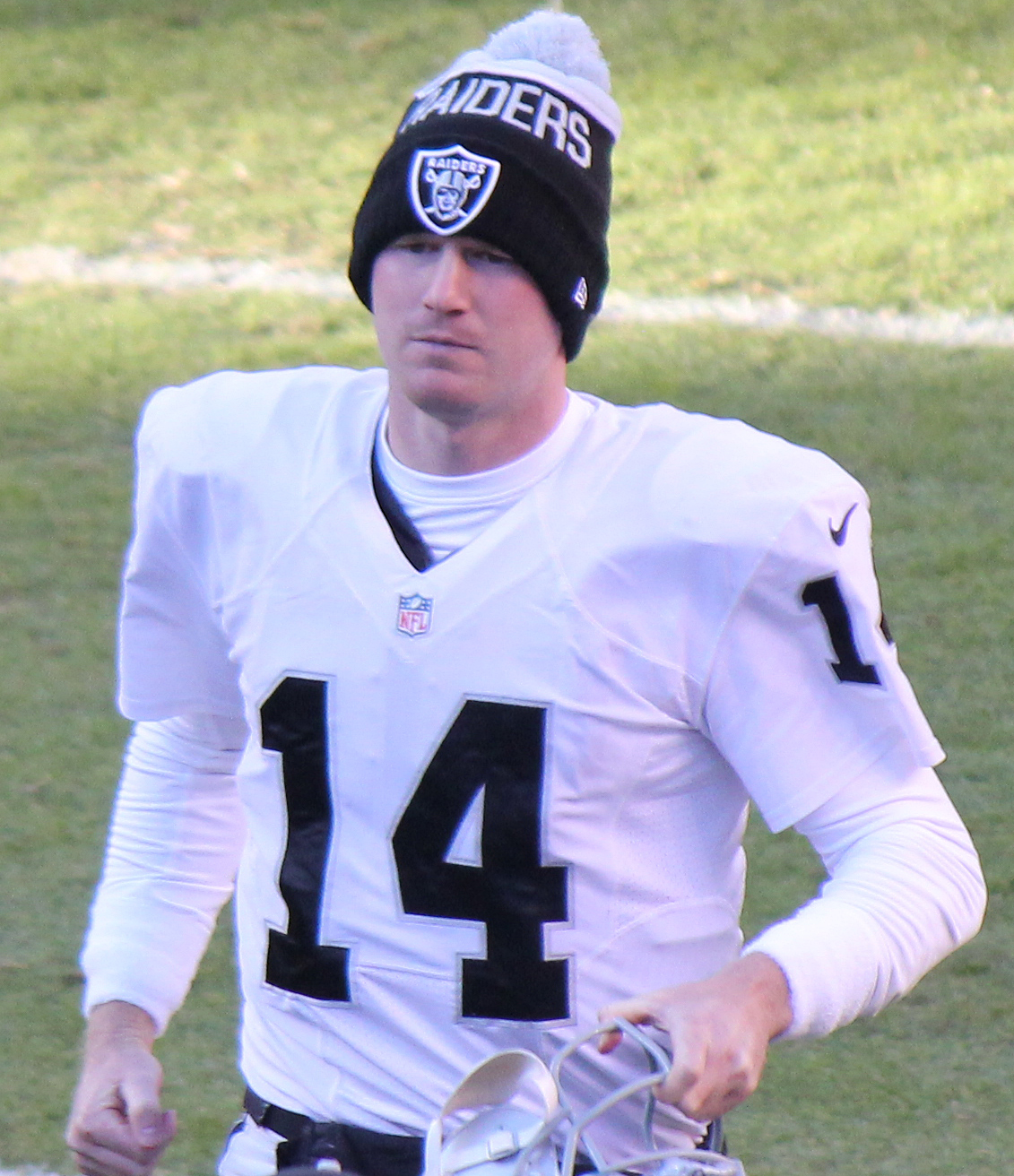
2015年シーズンのマグロイン

2015年、プレシーズンでミネソタ・バイキングスで36試合先発出場したクリスチャン・ポンダーと控えQBの座を争い、ロースターに残った。
2016年は第17週のデンバー・ブロンコス戦で3年ぶりに先発出場するも7-24で敗れた。

### レイダース退団後
2017年シーズンの開幕前にフィラデルフィア・イーグルスと契約するも開幕前にリリースされ、さらに11月3日にはヒューストン・テキサンズと契約するも、7日にはジョシュ・ジョンソンと入れ替わりでリリースされた。2018年はカンザスシティ・チーフスと契約するも9月にリリースされた。
2020年、新興リーグのXFLのドラフトに指名され、ニューヨーク・ガーディアンズに入団するも、リーグ戦が途中で打ち切られた。